# Solomys
A Solomys az emlősök (Mammalia) osztályának a rágcsálók (Rodentia) rendjébe, ezen belül az egérfélék (Muridae) családjába tartozó nem.

## Rendszerezés
A nembe az alábbi 5 faj tartozik:
- Solomys ponceleti Troughton, 1935
- Solomys salamonis Ramsay, 1883
- Solomys salebrosus Troughton, 1936
- Solomys sapientis Thomas, 1902 - típusfaj
- Solomys spriggsarum Flannery & Wickler, 1990 - szinonimája: Solomys spriggsa